# Passage des Mauxins
Le passage des Mauxins est une voie du 19e arrondissement de Paris, en France.

## Situation et accès
Le passage des Mauxins est situé dans le 19e arrondissement de Paris. Il débute au 59, rue de Romainville et se termine au 11-19, boulevard Sérurier.

## Origine du nom

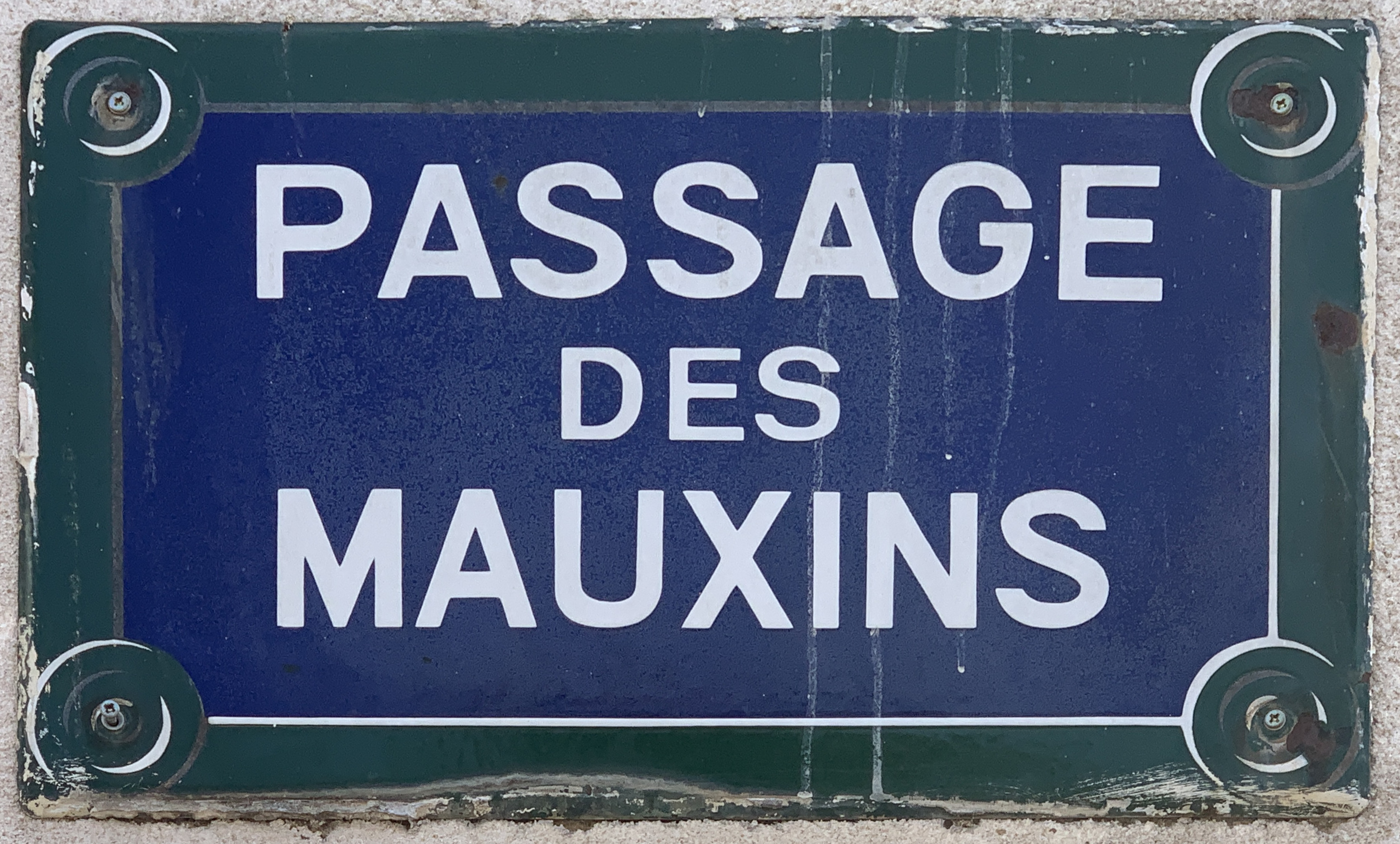
Plaque de la voie.

Il porte le nom d'un lieu-dit « les Mauxins » ou « les Mossins ».

## Historique
Cette voie est une partie d'un ancien chemin situé dans l'ancienne commune de Belleville puis rattachée à Paris par la loi d'extension du 16 juin 1859. Il est classé dans la voirie parisienne par un arrêté du 2 septembre 1952.